# 史茂林
史茂林（1950年3月—），男，汉族，台湾台北人，中华人民共和国政治人物，中国共产党党员，全国台联副会长、党组成员，第十一、十二届全国政协委员。

## 生平
2008年，当选第十一届全国政协委员，代表中华全国台湾同胞联谊会，分入第二十四组。并担任港澳台侨委员会专委。